# Скобелеве
Ско́белеве — село в Україні, у Володимирівській сільській громаді Баштанського району Миколаївської області. Населення становить 239 осіб.

## Населення

### Мова
Розподіл населення за рідною мовою за даними перепису 2001 року:
| Мова       | Відсоток |
| ---------- | -------- |
| українська | 93,72%   |
| російська  | 3,35%    |
| румунська  | 2,93%    |